# Bessemer (Pensilvânia)
Bessemer é um distrito localizado no estado norte-americano de Pensilvânia, no Condado de Lawrence.

## Demografia
Segundo o censo norte-americano de 2000, a sua população era de 1172 habitantes. 
Em 2006, foi estimada uma população de 1114, um decréscimo de 58 (-4.9%).

## Geografia
De acordo com o United States Census Bureau tem uma área de 
4,4 km², dos quais 4,3 km² cobertos por terra e 0,1 km² cobertos por água. Bessemer localiza-se a aproximadamente 235 m acima do nível do mar.

## Localidades na vizinhança
O diagrama seguinte representa as localidades num raio de 12 km ao redor de Bessemer. 